# Neferkare II.
Neferkare II. je bil  faraon iz Osme egipčanske dinastije, ki je vladal v zgodnjem Prvem vmesnem obdobju Egipta (2181–2055 pr. n. št.). Po mnenju egiptologov  Kima Ryholta, Jürgena von Beckeratha in Darella Bakerje je bil tretji faraon Osme dinastije. Njegova prestolnica je bil verjetno Memfis.

## Dokazi
Neferkare II. je dokazan samo z menom v 42. vnosu  na Abidoškem seznamu kraljev. Abidoški seznam je bil napisan med vladavino Setija I.  približno 900 let po Prvem vmesnem obdobju. Na drugem seznamu kraljev iz ramzeškega obdobje, Torinskem  kanonu, je za obdobje Osme dinastije velika praznina, zato je veliko imen izgubljenih.

## Identiteta
Jürgen von Beckerath je Neferkareja II. pogojno prepoznal po prestolnem imenu Vadžkare (Cvetoča je Rajeva Ka), ki je potrjeno na grafitu iz Prvega vmesnega obdobja v Vadi Hammamatu. Baker se z njegovim mnenjem ne strinja, ker je Neferkare II. omenjen samo na Abidoškem seznamu kraljev, medtem ko  Thomas Schneider Vadžkareja enači bodisi z Neferkarejem II. ali Neferirkarejem II.